# Marek Jeziorski
Marek Henryk Jeziorski (ur. 6 marca 1959 w Krakowie) – polski urzędnik, dyplomata, w latach 2012–2016 ambasador RP w Albanii.

## Życiorys
Studia rozpoczął na Wydziale Prawa Uniwersytetu Jagiellońskiego. Jest magistrem stosunków międzynarodowych (Moskiewski Państwowy Instytut Stosunków Międzynarodowych, 1984). Był stypendystą na Uniwersytecie dla Cudzoziemców w Perugii (1990) i w Akademii Prawa Międzynarodowego w Hadze (1991). Jest absolwentem Programu Szkolenia Dyplomatów w Instytucie Hoovera (1992).
Od 1984 w Ministerstwie Spraw Zagranicznych. Pracował jako Attaché i III sekretarz w Ambasadzie Polski w Tiranie (1984–1989), Doradca i Starszy Doradca Wysokiego Komisarza OBWE ds. Mniejszości Narodowych oraz Radca-Minister i zastępca ambasadora w Madrycie. W MSZ był m.in. dyrektorem Departamentu Europy Środkowej i Południowej oraz wicedyrektorem w Departamencie Polityki Bezpieczeństwa Europejskiego i w Departamencie Europy. Od 2012 do 31 sierpnia 2016 był ambasadorem RP w Republice Albanii. W 2016 z rąk prezydenta Bujara Nishaniego otrzymał albański order za Szczególne Zasługi Cywilne (alb. Titulli "Për merita të veçanta civile").
Żonaty. Zna języki: albański, angielski, hiszpański, rosyjski i włoski. Wraz z Jerzym Wiśniewskim jest współautorem słowników polsko-albańskiego.

## Publikacje książkowe
- Marek Jeziorski, Jerzy Wiśniewski, Słownik minimum albańsko-polski, polsko-albański, Warszawa: Wydawnictwo „Wiedza Powszechna”, 1992, ISBN 978-83-214-0830-9. Brak numerów stron w książce
- Marek Jeziorski, Jerzy Wiśniewski, Słownik albańsko-polski, polsko-albański, Warszawa: Wydawnictwo „Wiedza Powszechna”, 2010, ISBN 978-83-214-1484-3. Brak numerów stron w książce

Tłumaczenia
- Ismail Kadaré, Kronika w kamieniu, Marek Jeziorski (tłum.), Warszawa: Sedno Wydawnictwo Akademickie, 2023, ISBN 978-83-7963-174-2 [dostęp 2024-10-06]. Brak numerów stron w książce
- Ismail Kadaré, Most o trzech przęsłach, Marek Jeziorski (tłum.), Warszawa: Sedno Wydawnictwo Akademickie, 2024, ISBN 978-83-7963-226-8. Brak numerów stron w książce